# Leptocera tuberosa
Leptocera tuberosa är en tvåvingeart som först beskrevs av Oswald Duda 1938.  Leptocera tuberosa ingår i släktet Leptocera och familjen hoppflugor. Inga underarter finns listade i Catalogue of Life.